# Coupe du monde de rugby à sept 2022
Navigation
Coupe du monde 2018 Coupe du monde 2026
La Coupe du monde de rugby à sept 2022 est un tournoi de rugby à sept international, qui aura lieu en 2022 du 9 au 11 septembre au Cape Town Stadium du Cap, en Afrique du Sud.
Ce tournoi est la huitième édition toutes catégories confondues et la quatrième en catégorie féminine.

## Candidatures
Le processus de candidature pour l'organisation de la Coupe du monde 2022 est ouvert jusqu'au 16 juillet 2019. Onze fédérations nationales ont ainsi manifesté leur intérêt :
- Afrique du Sud
- Allemagne
- Argentine
- Écosse
- France
- Îles Caïmans
- Inde
- Jamaïque
- Malaisie
- Qatar
- Tunisie

La candidature sud-africaine est finalement retenue le 29 octobre 2019.
Le continent africain accueillera ainsi la compétition de rugby à sept pour la première fois de l'histoire ; elle représente également le retour d'une Coupe du monde depuis 1995,.
La ville du Cap est désignée en mai 2021 afin d'accueillir la compétition ; elle accueille déjà les tournois des World Sevens Series en catégorie masculine depuis 2015, ainsi que son équivalent féminin depuis sa création. L'identité visuelle de la compétition inclut notamment la montagne de la Table, caractéristique de l'environnement de la ville du Cap.

## Stades

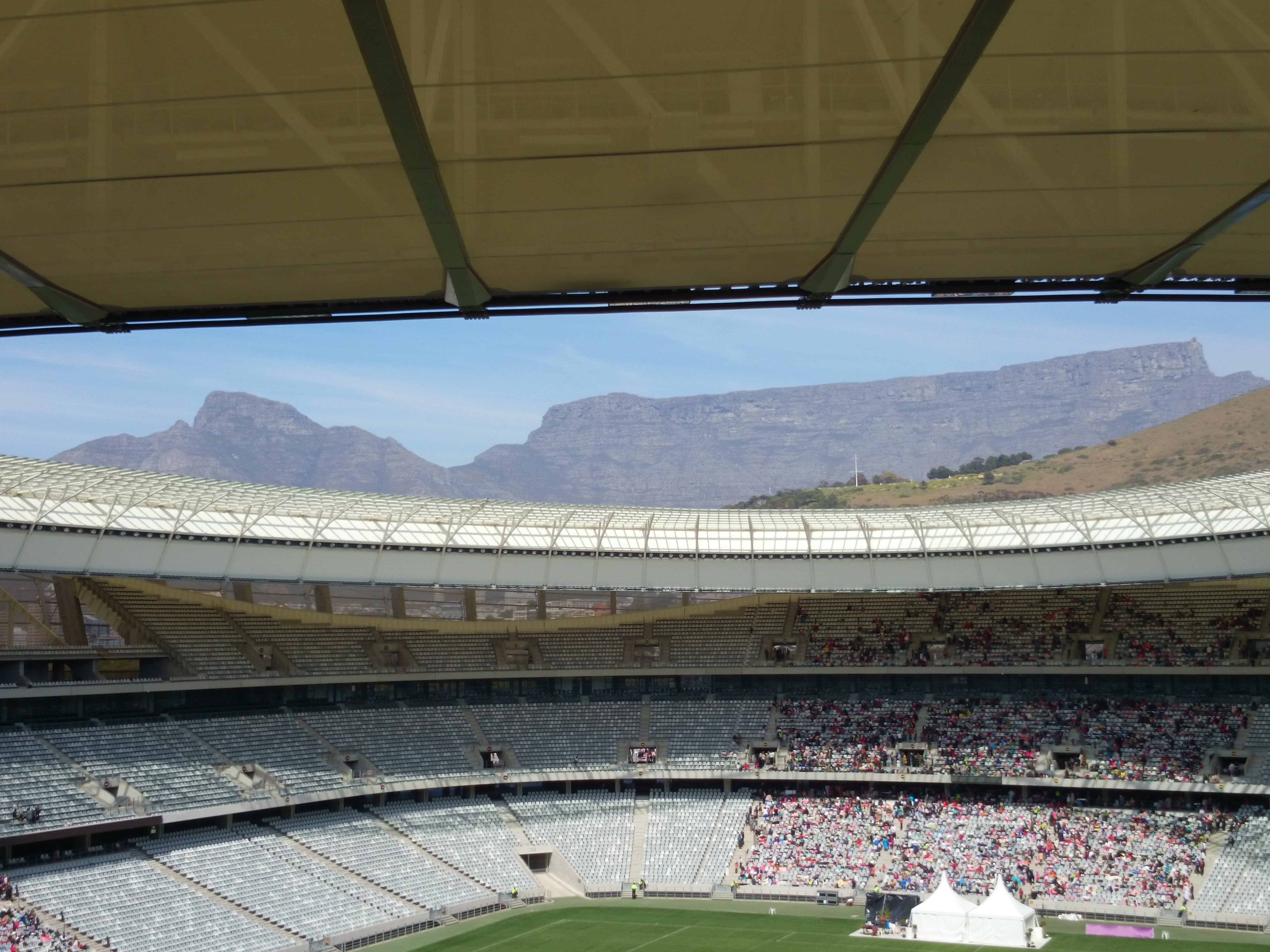
Le Cape Town Stadium.

Le Cape Town Stadium, d'une capacité de 55 000 places, est désigné pour accueillir l'ensemble des rencontres,,.

## Programme
Sur trois jours de compétition, 84 matchs seront joués sur les deux tournois en catégorie masculine et féminine.

## Équipes qualifiées

### Équipes masculines
Les équipes qualifiées se décomposent en deux groupes.
Les huit quarts de finalistes de la dernière édition de la Coupe du monde sont qualifiées d'office, dont le pays hôte :
- Afrique du Sud
- Argentine
- Angleterre
- Écosse
- États-Unis
- Fidji
- France
- Nouvelle-Zélande

Les seize places sont attribuées lors de compétitions par zones continentales. Contrairement à l'édition précédente, aucune place n'est attribuée via le classement des World Sevens Series :
- Asie :  Corée du Sud[7],  Hong Kong[7]
- Afrique :  Ouganda,  Zimbabwe,  Kenya
- Amérique du Nord :  Canada,  Jamaïque
- Amérique du Sud :  Chili[8],  Uruguay[8]
- Europe :  Allemagne,  Irlande,  Portugal,  Pays de Galles
- Océanie :  Australie,  Samoa,  Tonga

### Équipes féminines
Les équipes qualifiées se décomposent en deux groupes.
Les quatre demi-finalistes de la dernière édition de la Coupe du monde sont qualifiées d'office, ainsi que le pays hôte :
- Afrique du Sud
- Australie
- États-Unis
- France
- Nouvelle-Zélande

Les onze places sont attribuées lors de compétitions par zones continentales. Contrairement à l'édition précédente, aucune place n'est attribuée via le classement des World Sevens Series :
- Asie :  Chine[7],  Japon[7]
- Afrique :  Madagascar[9]
- Amérique du Nord :  Canada
- Amérique du Sud :  Brésil[10],  Colombie[10]
- Europe :  Angleterre,  Espagne,  Irlande,  Portugal
- Océanie :  Fidji

## Tournoi masculin

### Meilleures marqueurs
| Rang | Joueur | Essais marqués |
| ---- | ------ | -------------- |
| 1    |        | -              |
| 2    |        | -              |
| 3    |        | -              |
| 4    |        | -              |
| 5    |        | -              |

### Meilleurs réalisateurs
| Rang | Joueur | Points marqués |
| ---- | ------ | -------------- |
| 1    |        | -              |
| 2    |        | -              |
| 3    |        | -              |
| 4    |        | -              |
| 5    |        | -              |

### Équipe type masculine
| Poste    | Joueur |
| -------- | ------ |
| Arrières |        |
|          |        |
|          |        |
|          |        |
| Avants   |        |
|          |        |
|          |        |

## Tournoi féminin

### Meilleures marqueuses
| Rang | Joueuse | Essais marqués |
| ---- | ------- | -------------- |
| 1    |         | -              |
| 2    |         | -              |
| 3    |         | -              |
| 4    |         | -              |
| 5    |         | -              |

### Meilleures réalisatrices
| Rang | Joueuse | Points marqués |
| ---- | ------- | -------------- |
| 1    |         | -              |
| 2    |         | -              |
| 3    |         | -              |
| 4    |         | -              |
| 5    |         | -              |

### Équipe type féminine
| Poste    | Joueuse |
| -------- | ------- |
| Arrières |         |
|          |         |
|          |         |
|          |         |
| Avants   |         |
|          |         |
|          |         |

## Partenaires
| Partenaires mondiaux  | DHL, First National Bank, Tudor, Castle Lite, IC Markets |
| Partenaires officiels | Isorade, Haval, Klipdrift, Rain                          |
| Fournisseur officiel  | Gilbert, IslandTribe, J.C. Le Roux                       |